# 71 v. Chr.
Portal Geschichte | Portal Biografien | Aktuelle Ereignisse | Jahreskalender | Tagesartikel

◄ |
2. Jahrhundert v. Chr. |
1. Jahrhundert v. Chr. |
1. Jahrhundert |
►

◄ | 90er v. Chr. | 80er v. Chr. | 70er v. Chr. | 60er v. Chr. |
50er v. Chr. |
►

◄◄ | ◄ | 74 v. Chr. | 73 v. Chr. | 72 v. Chr. | 71 v. Chr. |
70 v. Chr. |
69 v. Chr. |
68 v. Chr. |
► |
►►
Staatsoberhäupter

## Ereignisse

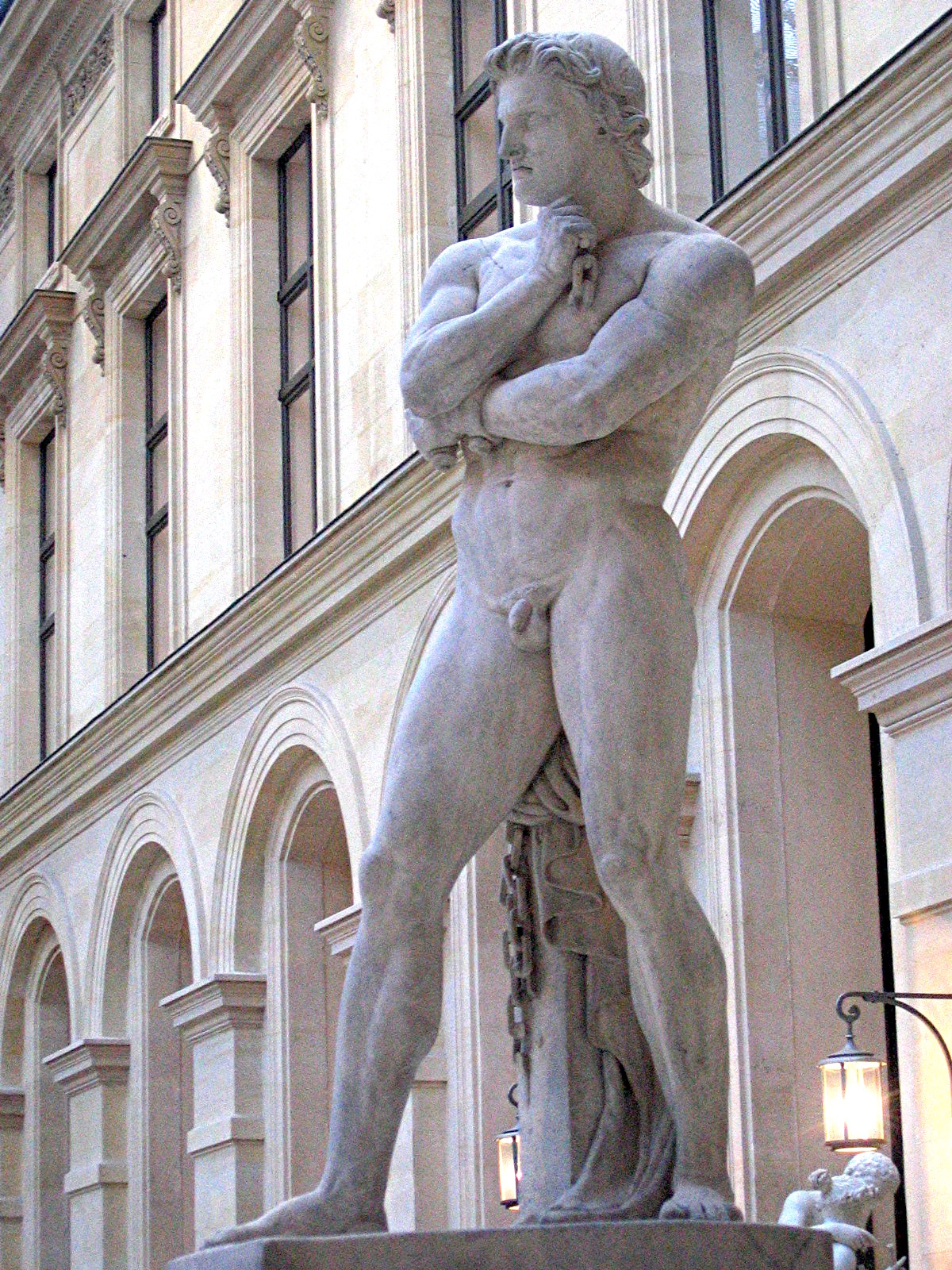
Allegorische Spartacus-Statue von Denis Foyatier

### Italien
- Nach der Zweiten Schlacht am Silarius endete der dritte Sklavenkrieg im Römischen Reich während der späten Römischen Republik. Spartacus selbst fiel und c.a. 6000 kriegsgefangener Sklaven werden entlang der Via Appia gekreuzigt.

### Südosteuropa und Kleinasien
- Marcus Terentius Varro Lucullus schlägt Mithridates VI. und erobert Pontos.

## Gestorben
- Marcus Antonius Creticus, römischer Politiker
- Spartacus, Anführer eines Sklavenaufstands gegen die Römer
- Gannicus, ein Mitstreiter des Spartacus
- um 71 v. Chr.: Lucius Valerius Flaccus, römischer Politiker